# Трилър
Вижте пояснителната страница за други значения на Трилър.
Трилърът е доста широк жанр в литературата, киното, телевизията и някои реалити шоута.
Най-характерното за трилъра е доминиращите остри чувства, които предизвиква – тревожно очакване, силно напрежение, безпокойство, безпомощност, страх, стигащ до ужас. В творбите от този тип задължително присъства някаква тегнеща заплашителна атмосфера или непреодолима животозастрашаваща опасност, която в повечето случаи се превъзмогва по-скоро благодарение на шанса, отколкото на личните умения на героите. Жанрът няма ясно очертани граници и елементи от него присъстват в много произведения от различни жанрове.
В киното черти на трилъра включват предимно гангстерските, шпионските, криминалните филми, филмите на ужасите и филмите ноар, а в малки дози и приключенските.